# Culmulus crassior
Culmulus crassior är en insektsart som beskrevs av Boris Petrovich Uvarov 1953. Culmulus crassior ingår i släktet Culmulus och familjen gräshoppor. Inga underarter finns listade i Catalogue of Life.